# Kamaka morinoi
Kamaka morinoi is een vlokreeftensoort uit de familie van de Kamakidae. De wetenschappelijke naam van de soort is voor het eerst geldig gepubliceerd in 2007 door Ariyama.